# Miss Jugoslawien
Miss Jugoslawien (serbokroatisch Мис Југославије Mis Jugoslavije) war ein nationaler Schönheitswettbewerb für unverheiratete Frauen in Jugoslawien.
Er geht bis in die 1920er Jahre zurück, wurde durch den Zweiten Weltkrieg und die nachfolgende kommunistische Herrschaft unterbrochen, aber bereits in den 1960er Jahren fortgeführt. In den anderen Staaten des kommunistischen Lagers hingegen waren derartige Wettbewerbe bis in die 1980er Jahre tabu. (Siehe auch Miss Polen, Miss Rumänien, Miss Russland, Miss Tschechoslowakei, Miss Ungarn).
Während des Kriegs 1992 bis 1995 fanden keine Wahlen statt.
1996 wurde der Wettbewerb unter dem Namen Miss Yu in Rest-Jugoslawien (nämlich in den Republiken Serbien und Montenegro) wiederbelebt und konsequenterweise 2003 in Miss SCG (Miss Serbien und Montenegro) umbenannt.
Seit der Selbständigkeit Montenegros 2006 wird er ab 2007 nur noch für Serbien durchgeführt (Miss Srbije).

## Siegerinnen

### Bis zum Zweiten Weltkrieg
| Jahr      | Name                                                  |
| --------- | ----------------------------------------------------- |
| 1927      | Štefica Vidačić                                       |
| 1928      | Sonja Hernej                                          |
| 1929      | Stana Stanislava Matijević                            |
| 1930      | Štefka „Ceca“ Stephanie Drobnjak [Drobnyak, Drolmsky] |
| 1931      | Katica Urban (Katarina Urban)                         |
| 1932      | Olga Đurić [Djouritch], Gjurić [Gyuritch]             |
| 1933      | Dragica Ugarković [Ugarkovitch], Драгица Угарковић    |
| 1934–1937 | nicht ausgetragen                                     |
| 1938      | Olga Dinjaski (Dinjaški, Dinjanski, Dinjashi)         |

### Nach dem Zweiten Weltkrieg
| Jahr | Miss Jugoslawien     |
| ---- | -------------------- |
| 1966 | Nikica Marinović     |
| 1967 | Aleksandra Mandić    |
| 1968 | Ivona Puhiera        |
| 1969 | Radmila Živković     |
| 1970 | Tereza Đelmiš        |
| 1971 | Zlata Petković       |
| 1972 | Biljana Ristić       |
| 1973 | Atina Golubova       |
| 1974 | Jadranka Banjac      |
| 1975 | Lidija Velkovska     |
| 1976 | Slavica Stefanović   |
| 1977 | Svetlana Višnjić     |
| 1978 | Ljiljana Đogović     |
| 1979 | ?                    |
| 1980 | Zorica Pesek         |
| 1981 | nicht ausgetragen    |
| 1982 | Ana Sasso            |
| 1983 | Bernarda Marovt      |
| 1984 | Dinka Delić          |
| 1985 | Aleksandra Kosanović |
| 1986 | Maja Kučić           |
| 1987 | Matilda Sazdova      |
| 1988 | Suzana Žunić         |
| 1989 | Aleksandra Dobraš    |
| 1990 | Ivona Brnelić        |
| 1991 | Slavica Tripunović   |

## Wettbewerbe in den Nachfolgestaaten
- Miss Bosnien und Herzegowina
- Miss Kosovo
- Miss Kroatien
- Miss Mazedonien
- Miss Montenegro
- Miss Serbien
- Miss Serbien und Montenegro
- Miss Slowenien